# Mount Welser
Mount Welser ist ein 1150 m hoher Berg an der Scott-Küste des ostantarktischen Viktorialands. Er ragt 3,5 km ostnordöstlich des Mount Davidson im Zentrum eines Gebirgskamms südlich des Albrecht-Penck-Gletschers auf.
Das Advisory Committee on Antarctic Names benannte ihn 2008 nach Lieutenant General William Welser III. (* 1949), Kommandant der Eighteenth Air Force der Luftflotten der United States Air Force in Anerkennung für die geleistete Luftunterstützung im Rahmen des United States Antarctic Program.